# Артемчук Ігор Максимович
Ігор Максимович Артемчук (нар. 18 листопада 1937, с. Ладижинка, Уманський район, Черкаська область — помер 2018) — український письменник-гуморист і перекладач, член НСПУ.

## Життєпис
1959 року закінчив факультет романо-германської філології Чернівецького університету.
Працював учителем, служив у Збройних Силах (Німеччина, Чукотка, Україна). Згодом — на творчій роботі.

## Творчість
Автор книжок
- «Цікаві бувальщини» (1966, 1969, 1974);
- «Навколо Парнасу», «Веселий антракт» (1989);
- «Усмішки в антракті» (1991);
- На якому поверсі небо?: жарти дітей та великих людей / упоряд. І. Малкович; зібрав І. Артемчук. — К.: А-ба-ба-га-ла-ма-га, 2004. — 240 с. — ISBN 966-7047-49-0.
- Два крила: гумор, сатира / І. М. Артемчук. — К.: Вітчизна, 2005. — 102 с. — ISBN 966-86-23-03-7.
- Сироїди, або Мандрівний сюжет про Лисиччин та Воронячий дует: кіносценарій / І. М. Артемчук. — К.: Вітчизна, 2006. — 39 с. — ISBN 966-862-306-1.
- Великі жартують, або Смішне і небайдуже про великих і не дуже / І. М. Артемчук. — К.: КИТ, 2008. — Вип. 1 / худож. А. Василенко, А. Арутюнянц. — Б. м.: б.в., 2008. — 288 с. — ISBN 978-966-8550-74-4.
- Вишневі бувальщини / упоряд. Ігор Артемчук. — К.: Задруга, 2012. — 63 с. — ISBN 978-966-432-103-4.

Переклади:
- Гюнтер Герліх. «Знайти компас!» (1978),
- Байки у прозі / Г. Е. Лессінг; пер. з нім. І. М. Артемчук. — К.: Вітчизна, 2008. — 64 с. — ISBN 978-966-8623-14-1.

Упорядкував для серії «Шкільна бібліотека» книжку «Слово до слова — весела розмова» (1994, 2002, 2003, 2004), зокрема:
- Слово до слова — весела розмова: оповідання, казки, вірші, байки, приповідки, прислів'я, приказки, народні усмішки: Для мол. шк. віку / упоряд. Т. Качалова, І. Артемчук; передм. Б. Чайковський. — 2. вид. — К.: Веселка; Т.: Навчальна книга — Богдан, 2002. — 240 с. — (Шкільна бібліотека). — ISBN 966-01-0000-0 (серія). — ISBN 966-01-0140-6 (Веселка). — ISBN 966-7924-95-5 (Навчальна книга-Богдан).
- Слово до слова - весела розмова: оповідання, казки, вірші, байки, приповідки, прислів'я, приказки, народні усмішки: Для мол. шк. віку / упоряд. І. М. Артемчук, Т. Г. Качалова; передм. Б. Й. Чайковський. — вид. третє. — К.: Веселка, 2003. — 240 с. — (Шкільна бібліотека). — ISBN 966-01-0279-8. — ISBN 966-01-0000-0 (серія).